# Schaltberg
Schaltberg ist eine Ortschaft und eine Katastralgemeinde der Gemeinde Neustadtl an der Donau im Bezirk Amstetten in Niederösterreich.

## Geschichte
Laut Adressbuch von Österreich waren im Jahr 1938 in Schaltberg ein Wagner und ein Landwirt mit Direktvertrieb ansässig.

## Siedlungsentwicklung
Zum Jahreswechsel 1979/1980 befanden sich in Schaltberg 59 Bauflächen mit insgesamt 23972 m² und 46 Gärten auf 120471 m², 1989/1990 wurden 58 Bauflächen gezählt. 1999/2000 war die Zahl der Bauflächen auf 115 angewachsen, wobei 70 Gebäude bestanden. 2009/2010 bestanden 76 Gebäude auf 116 Bauflächen.

## Landwirtschaft
Die Katastralgemeinde ist landwirtschaftlich geprägt. 312 Hektar wurden zum Jahreswechsel 1979/1980 landwirtschaftlich genutzt und 248 Hektar waren forstwirtschaftlich geführte Waldflächen. 1999/2000 wurde auf 285 Hektar Landwirtschaft betrieben und 277 Hektar waren als forstwirtschaftlich genutzte Flächen ausgewiesen. Ende 2018 waren 275 Hektar als landwirtschaftliche Flächen genutzt und Forstwirtschaft wurde auf 275 Hektar betrieben. Die durchschnittliche Bodenklimazahl von Schaltberg beträgt 26,6 (Stand 2010).